# Tateomys
Tateomys é um gênero de roedores da família Muridae.

## Espécies
- Tateomys macrocercus Musser, 1982
- Tateomys rhinogradoides Musser, 1969